# Епархия Яньчжоу

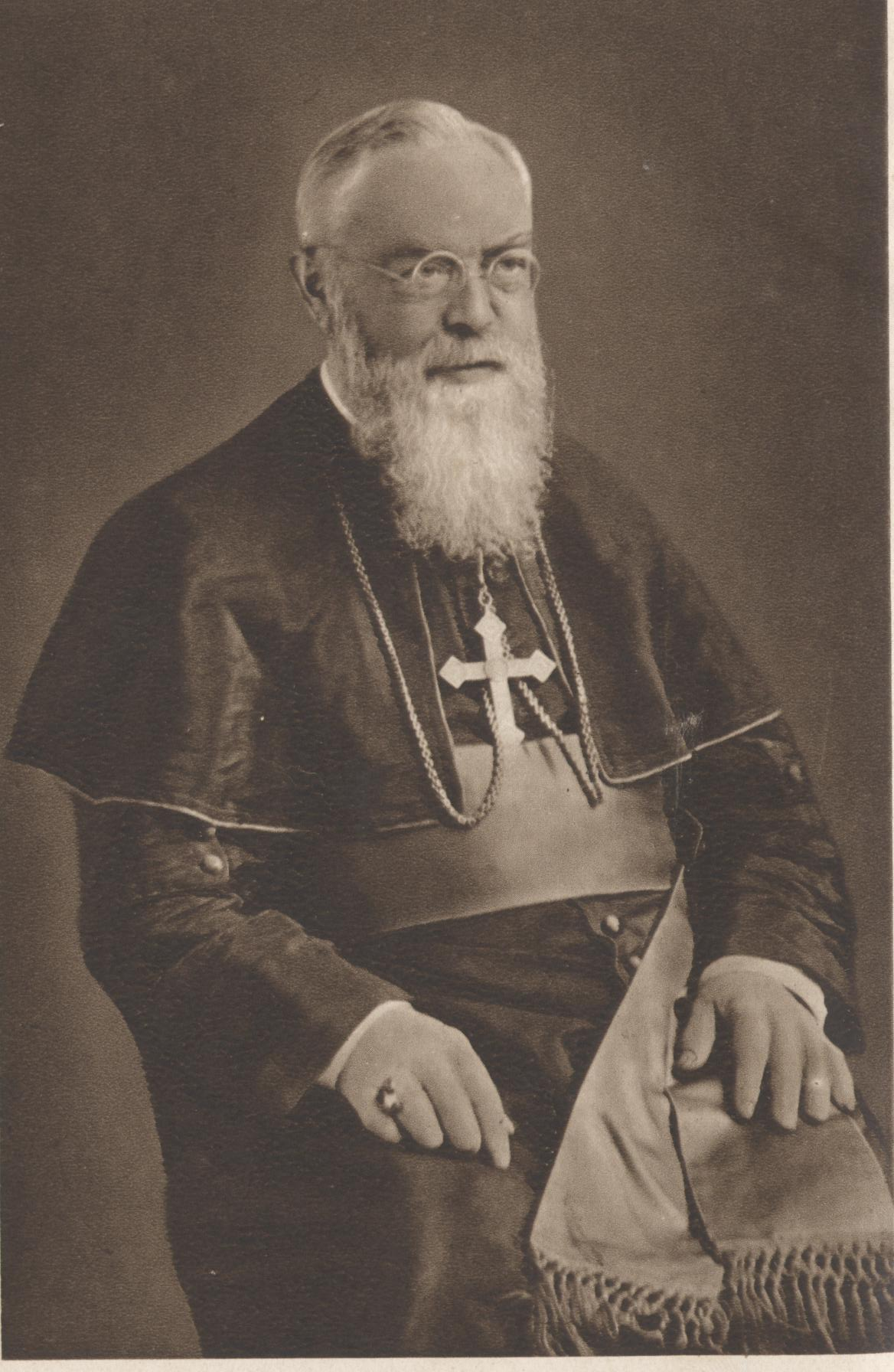
Епископ Августин Хеннингхаус

Епархия Яньчжоу (лат. Dioecesis Ienceuvensis) — епархия Римско-Католической церкви с центром в городе Яньчжоу, Китай. Епархия Яньчжоу распространяет свою юрисдикцию на часть территории провинции Шаньдун. Епархия Яньчжоу входит в митрополию Цзинаня. Кафедральным собором епархии Яньчжоу является церковь Святого Духа.

## История
8 января 1886 года Святой Престол учредил апостольский викариат Южного Шаньтуна, выделив его из апостольского викариата Шаньтуна (сегодня — Архиепархия Цзинаня).
3 декабря 1924 года апостольский викариат Южного Шаньтуна была переименована в апостольский викариат Яньчжоуфу.
11 февраля 1925 года, 13 декабря 1933 года и 12 ноября 1934 года апостольский викариат Яньчжоуфу передал часть своей территории для возведения новых апостольских префектур Циндао (сегодня — Епархия Циндао), Янгу (сегодня — Епархия Янгу) и апостольского викариата Цаочжоу (сегодня — Епархия Цаочжоу).
11 апреля 1946 года Римский папа Пий XII издал буллу Quotidie Nos, которой преобразовал апостольский викариат Яньчжоуфу в епархию Яньчжоу.

## Ординарии епархии
- епископ Иоганн Баптист фон Анцер (4.01.1886 — 24.11.1903);
- епископ Августин Хеннингхаус (7.08.1904 — 23.06.1935);
- епископ Теодор Шу (19.11.1936 — 24.08.1965);
  - Sede vacante;
- епископ Tommaso Zhao Fengwu (18.05.1993 — 15.08.2005);
  - Sede vacante;
- епископ John Lu Peisen (20.05.2011 — по настоящее время).

## Источник
- Annuario Pontificio, Libreria Editrice Vaticana, Città del Vaticano, 2003, ISBN 88-209-7422-3
- Булла Quotidie Nos, AAS 38 (1946), стр. 301  (лат.)